# Банда братьев Билык
Банда братьев Билык — преступная группировка, действовавшая на территории Краснодарского края и Ростовской области СССР в 1970-х годах. В банду входили братья Билык и муж их сестры — Ставничий.

## История
14 октября 1977 года на автодороге Харьков—Ростов водитель рейсового автобуса «Краснодар—Каменск» обнаружил тяжело раненого инспектора Новочеркасского отдела дорожного надзора младшего лейтенанта милиции Богатикова и убитого инспектора дорожного надзора сержанта милиции Вернигорова. Неподалёку на обочине дороги стоял автомобиль «Жигули» с госномером 70-92 ЧИЖ. Патрульный автомобиль «Жигули» с номером 10-91 РОФ, на котором милиционеры несли службу, отсутствовал. Младший лейтенант Богатиков, успев сообщить, что их обстреляли из автомашины «Жигули», скончался. В багажнике автомашины бандитов был обнаружен труп неизвестного мужчины, завёрнутый в мешок.
В 7 часов 15 минут этого же дня в рабочем поселке Каменоломни, в 35 километрах от места происшествия, был найден угнанный преступниками патрульный автомобиль, изрешечённый пулями. К полудню того же дня сотрудники УВД установили, что машина, в которой был обнаружен труп, по доверенности была передана жителю Краснодара — В. П. Суховеркову. Погибший водитель машины, найденный в багажнике, и был этим человеком.
Преступникам автомобиль был необходим для того, чтобы совершить ограбление сберкассы. Бандиты были вооружены автоматами Калашникова, которые они похитили 17 мая 1977 года в поезде № 204 «Новосибирск—Кемерово» у курсантов Кемеровского высшего военного училища связи.
По отпечаткам пальцев на вещах и автомобиле был установлен первый преступник — Билык П. Г., ранее судимый. Одним  из наиболее близких к нему людей оказался Афанасий Ставничий, ранее дважды судимый. Все преступники были обнаружены в станице Медведовской Краснодарского края. Ставничий был убит при задержании, Пётр Билык — приговорён к смертной казни и расстрелян в Новочеркасской тюрьме, Владимир — приговорён к 15 годам лишения свободы.
До этого случая они занимались бандитизмом в Поволжье — Куйбышеве и Саратове.
Георгий Иванович Вернигоров и Геннадий Викторович Богатиков были награждены орденами Красной Звезды посмертно.

## Память

Памятник Вернигорову и Богатикову

- Вернигорову и Богатикову перед въездом в Новочеркасск установлен памятник[3].
- Память о погибших милиционерах чтут в полку ДПС УГИБДД — именами Г. В. Богатикова и Г. И. Вернигорова назван смотр-конкурс на лучшего инспектора дорожно-патрульной службы.

## В культуре
- Деятельность банды Билык легла в основу сюжета художественного фильма «Грачи» (1982): Роль Петра Билыка (в фильме его зовут Виктор Грач) сыграл Леонид Филатов; роль Владимира Билыка (в фильме его зовут Александр Грач) играл украинский актёр Ярослав Гаврилюк; роль Афанасия Ставничего (в фильме его зовут Леонид Осадчий) досталась коллеге Филатова по Театру на Таганке — Виталию Шаповалову[4][5].
- Документальный фильм «Возвращение Фантомасов» из цикла «Следствие вели…»